# Сулейманли
Сулейманли — село в Джебраїльському районі Азербайджану.

## Історія
У 1993 році село було захоплено збройними силами Вірменії.
9 жовтня 2020 року внаслідок поновлених зіткнень у Карабасі село було звільнене Національною армією Азербайджану.